# IOU Financial
IOU Financial est une entreprise qui accorde des prêts en ligne aux PME. Son siège social est situé à Montréal dans la province de Québec au Canada.

## Histoire
L'entreprise proposait initialement ses services aux États-Unis avant de le faire pour les PME canadiennes.